# Michal Moravec (sochař)
Michal Moravec (22. února 1951, Rýmařov) je český akademický sochař a pedagog.

## Život
Po studiu na Střední průmyslové škole sochařské v Hořicích přešel na Akademii výtvarných umění v Praze. Zde pod vedením profesora Jiřího Bradáčka absolvoval v oddělení monumentálního a figurálního sochařství. Následně se vrátil na Střední průmyslovou školu sochařskou v Hořicích, tentokrát již jako profesor. Zde se téměř po čtyřicet let věnoval pedagogické činnosti.

## Dílo
- 1987: Dívka se džbánem, Tupesy
- 1988: Dívka s holubicí, Lázně Bělohrad
- 2003: Sousoší Bylo nás pět, Rychnov nad Kněžnou
- 2003: Rampepurda, Rampuše
- 2005: Římská bohyně úrody Ops v areálu ČZU, Praha
- 2005: Sousoší Laurin a Klement u Škoda Auto muzea, Mladá Boleslav
- 2005: Mariánský sloup, Nejdek
- 2008: Plastika PREgate před budovou PRE, Strašnice
- 2010: Fontána před budovou PRE, Vršovice
- 2014: Pomník padlým hrdinům v 1. sv. válce, Mladá Boleslav
- 2015: Socha sv. Jiří, Bělotín
- 2016: Sousoší Husovy pravdy, Bělotín
- 2017: Železná brána Moravského Kravařska, Bělotín
- 2023: Plastika srdce a navigátoru katetru, Nemocnice Na Homolce[3]

## Galerie

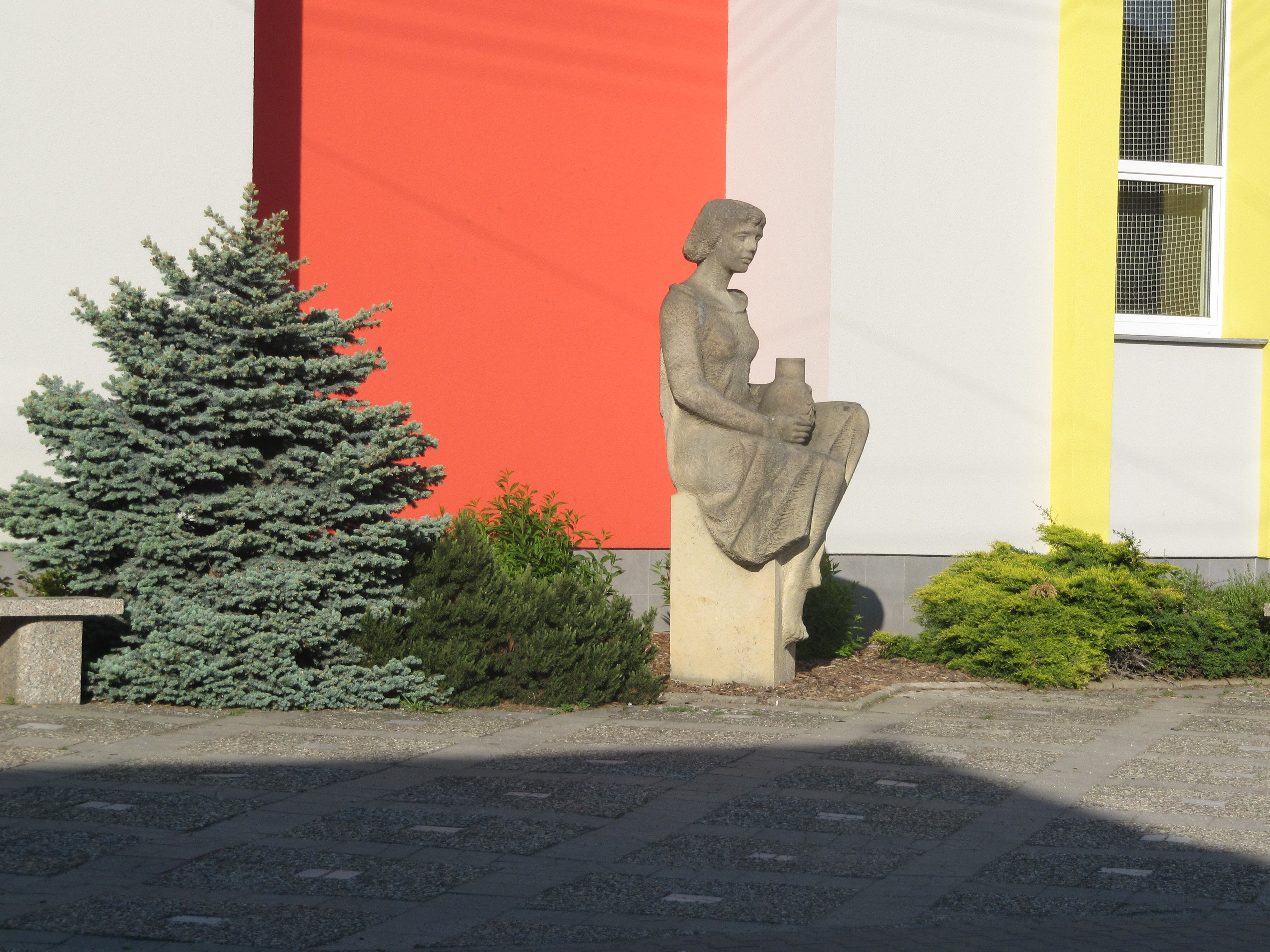
Dívka se džbánem
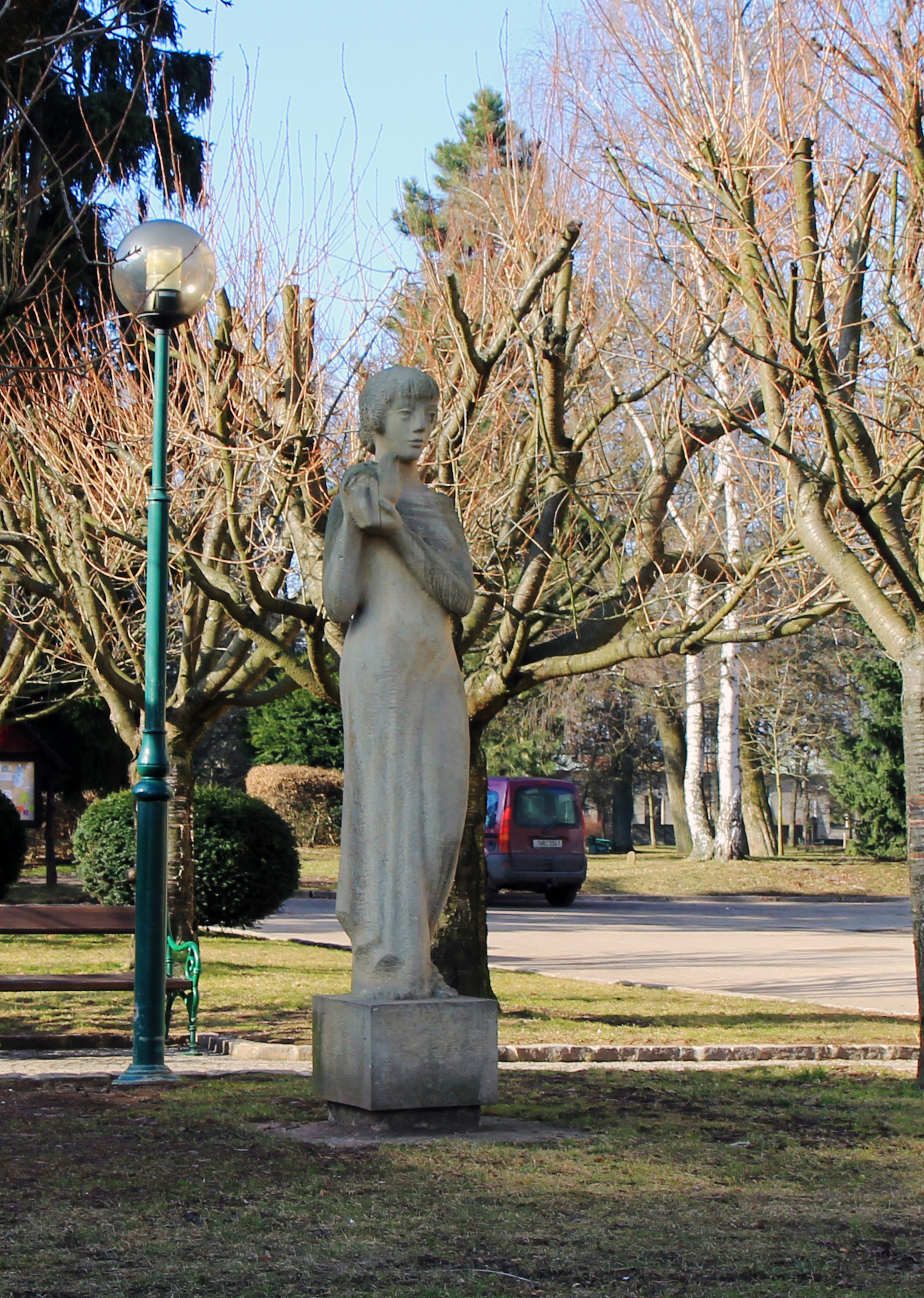
Dívka s holubicí
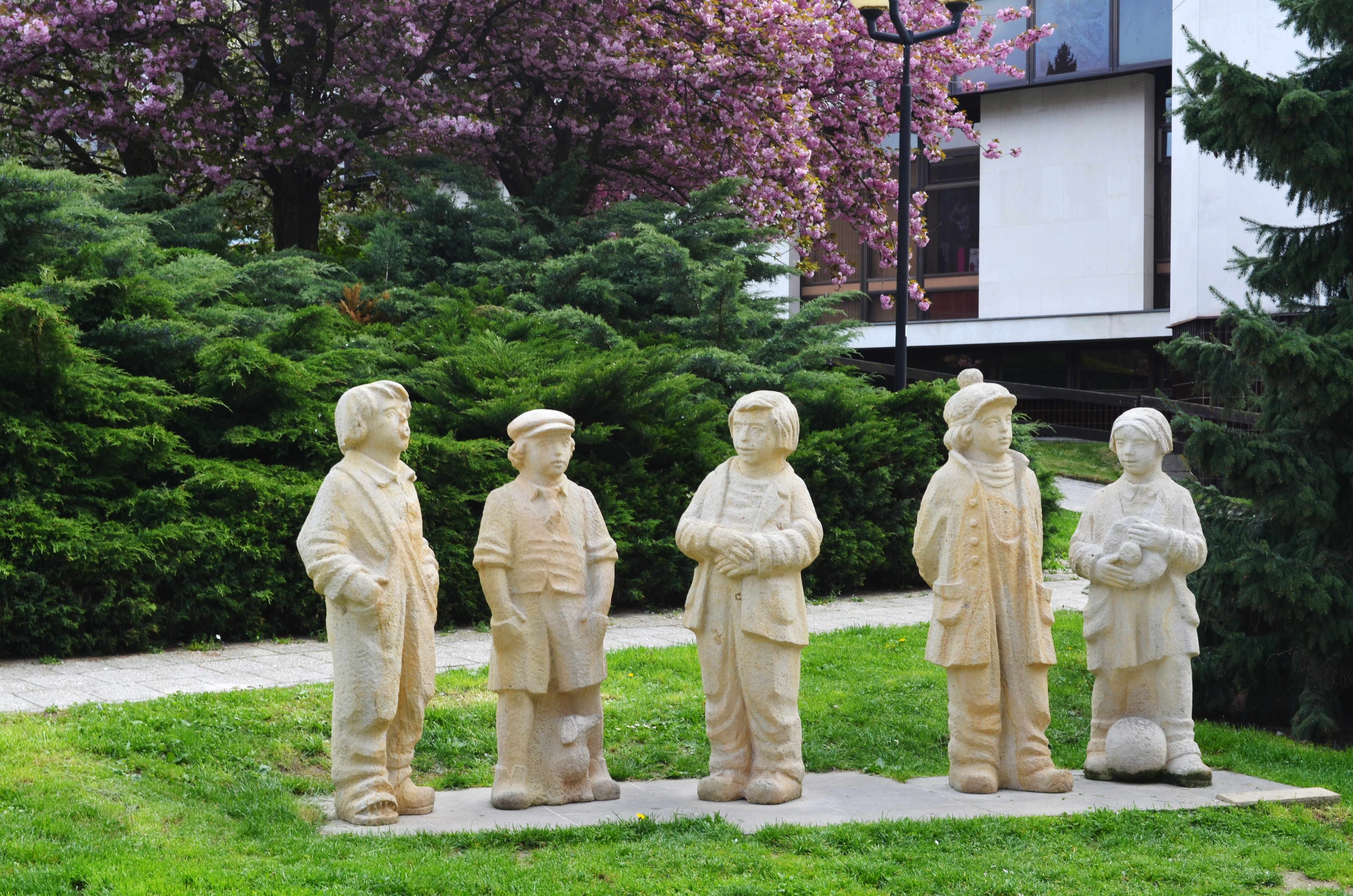
Sousoší Bylo nás pět
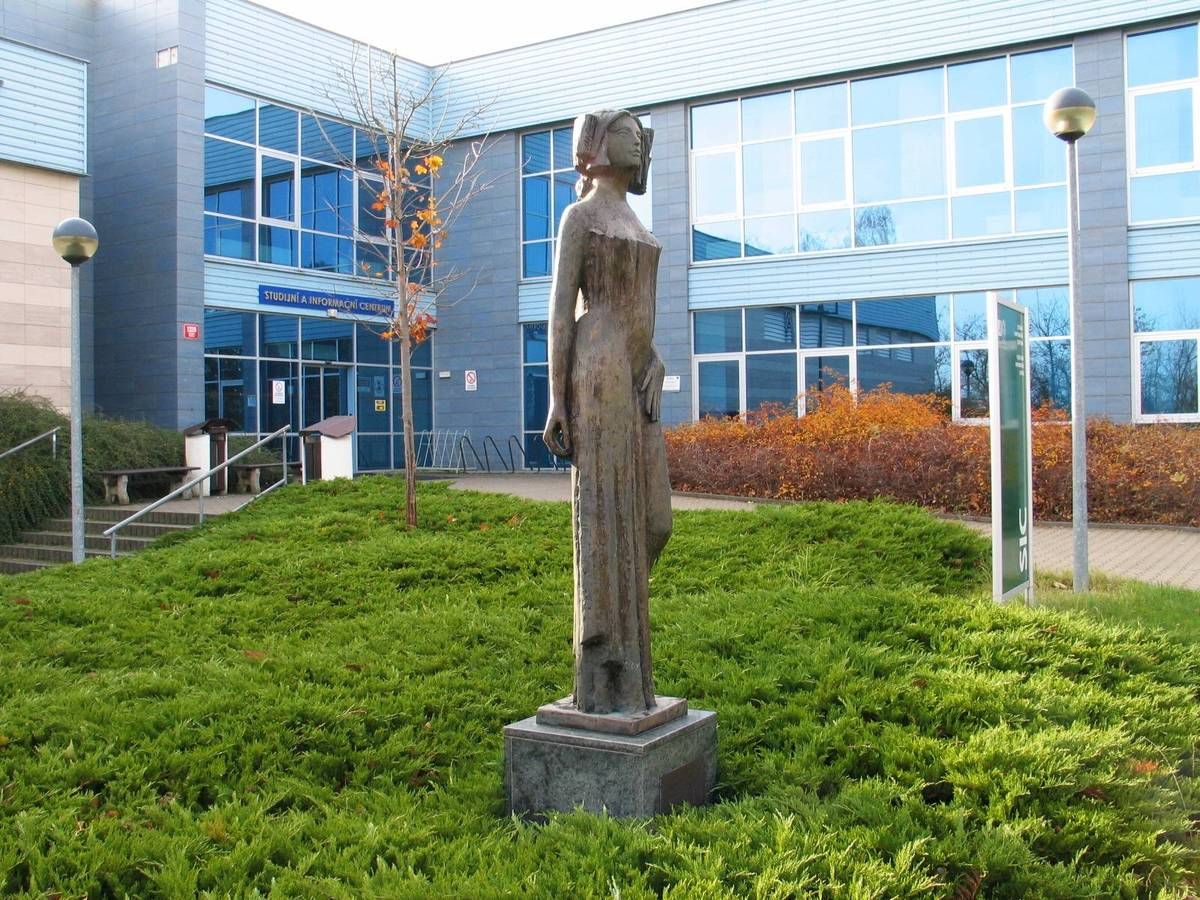
Římská bohyně úrody Ops
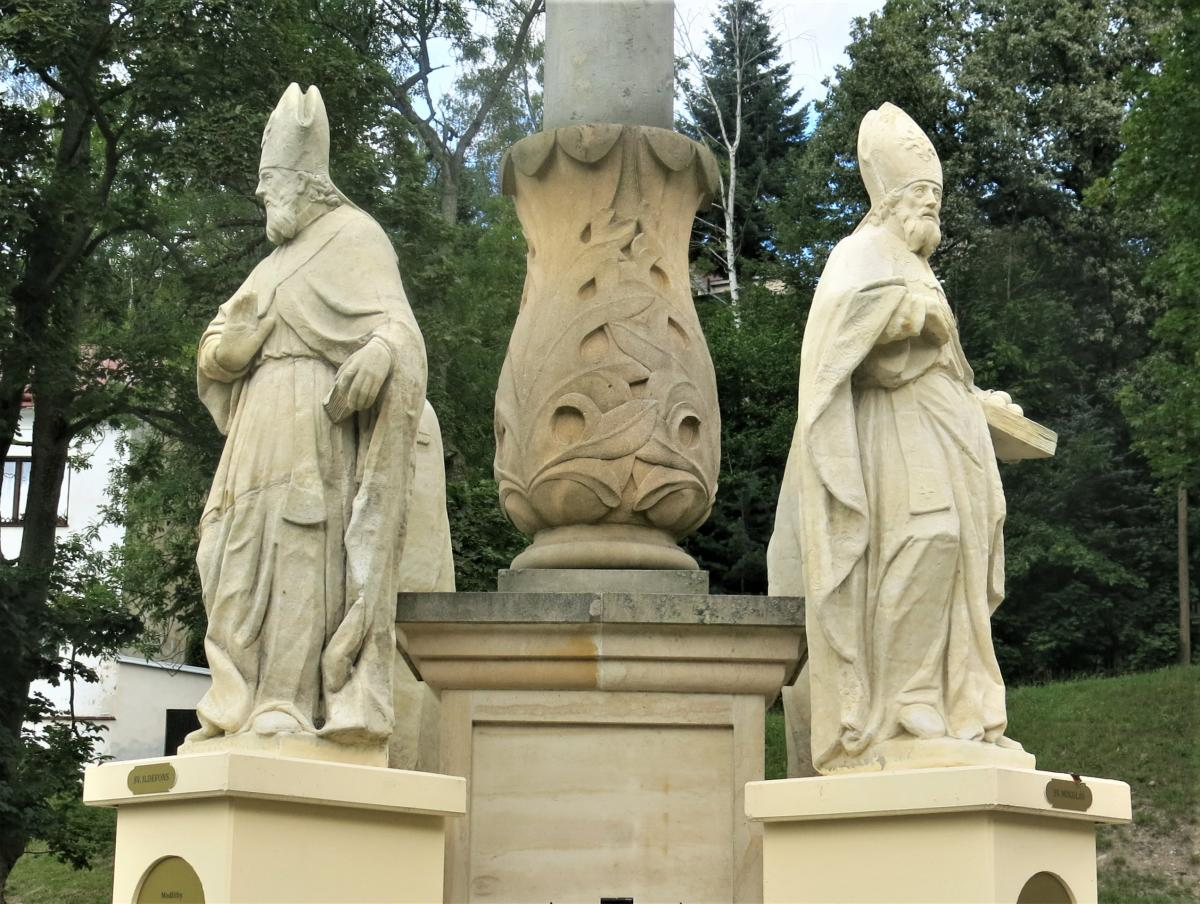
Mariánský sloup
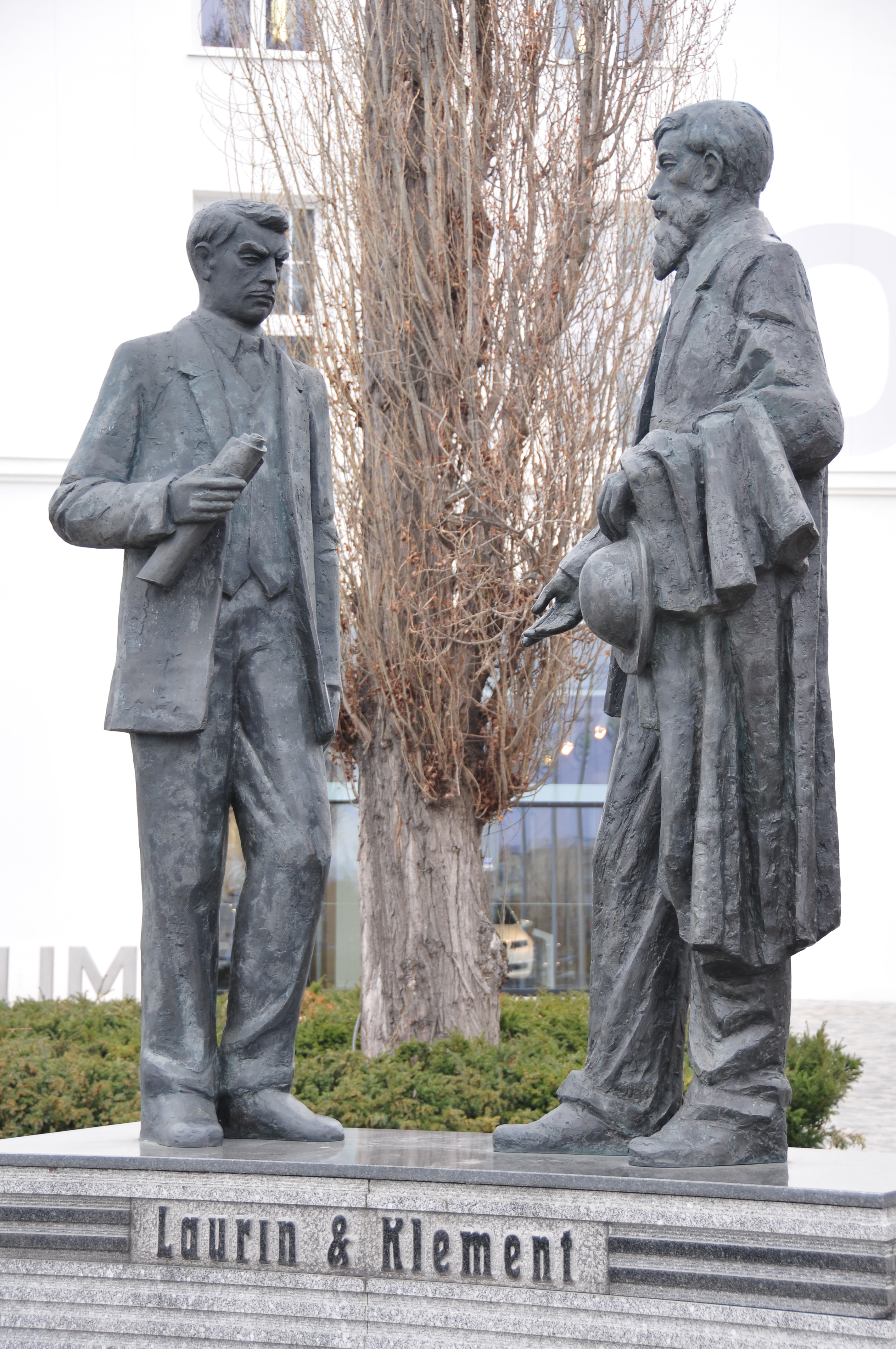
Sousoší Laurin a Klement
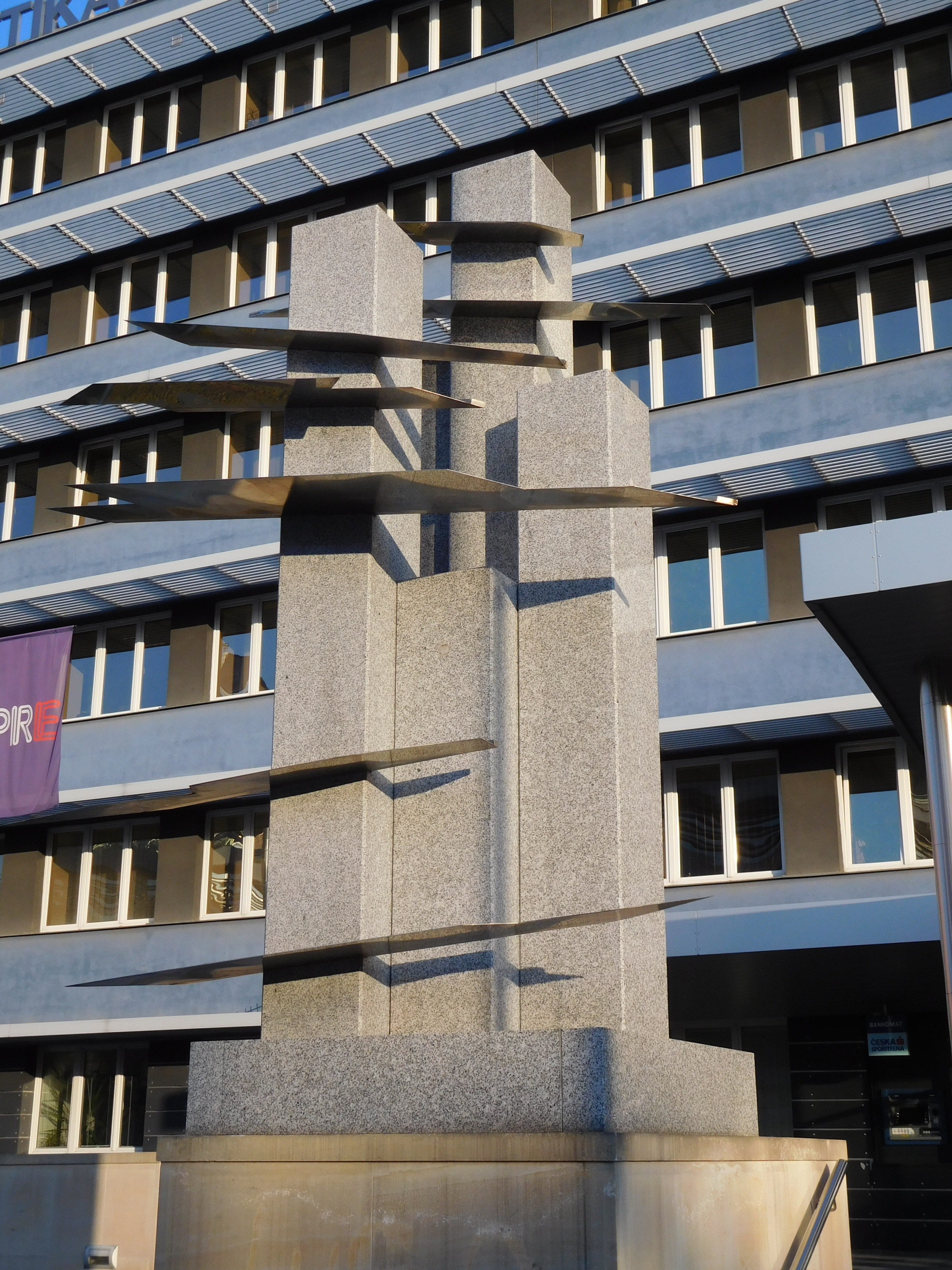
Plastika PREgate
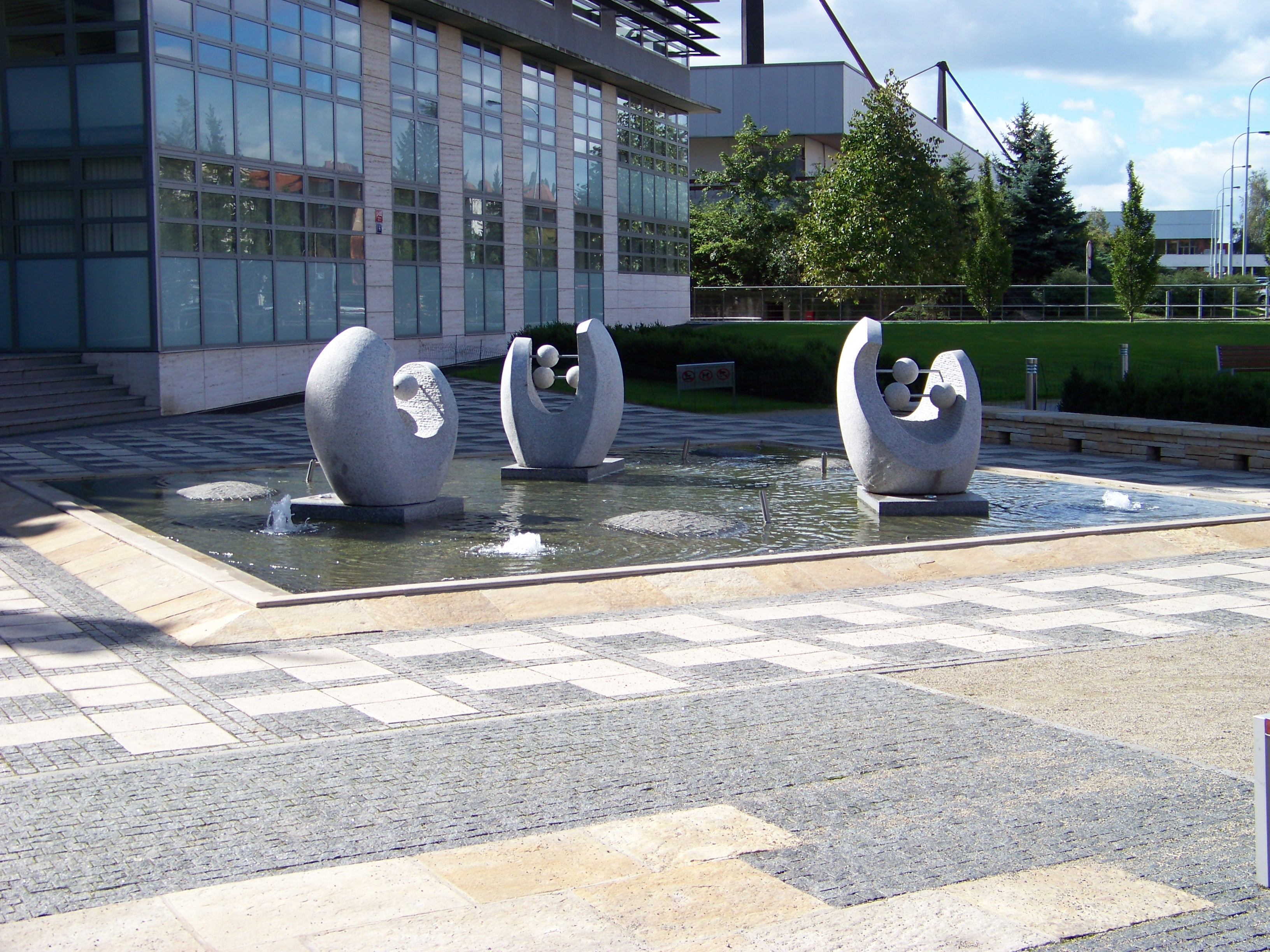
Fontána PRE
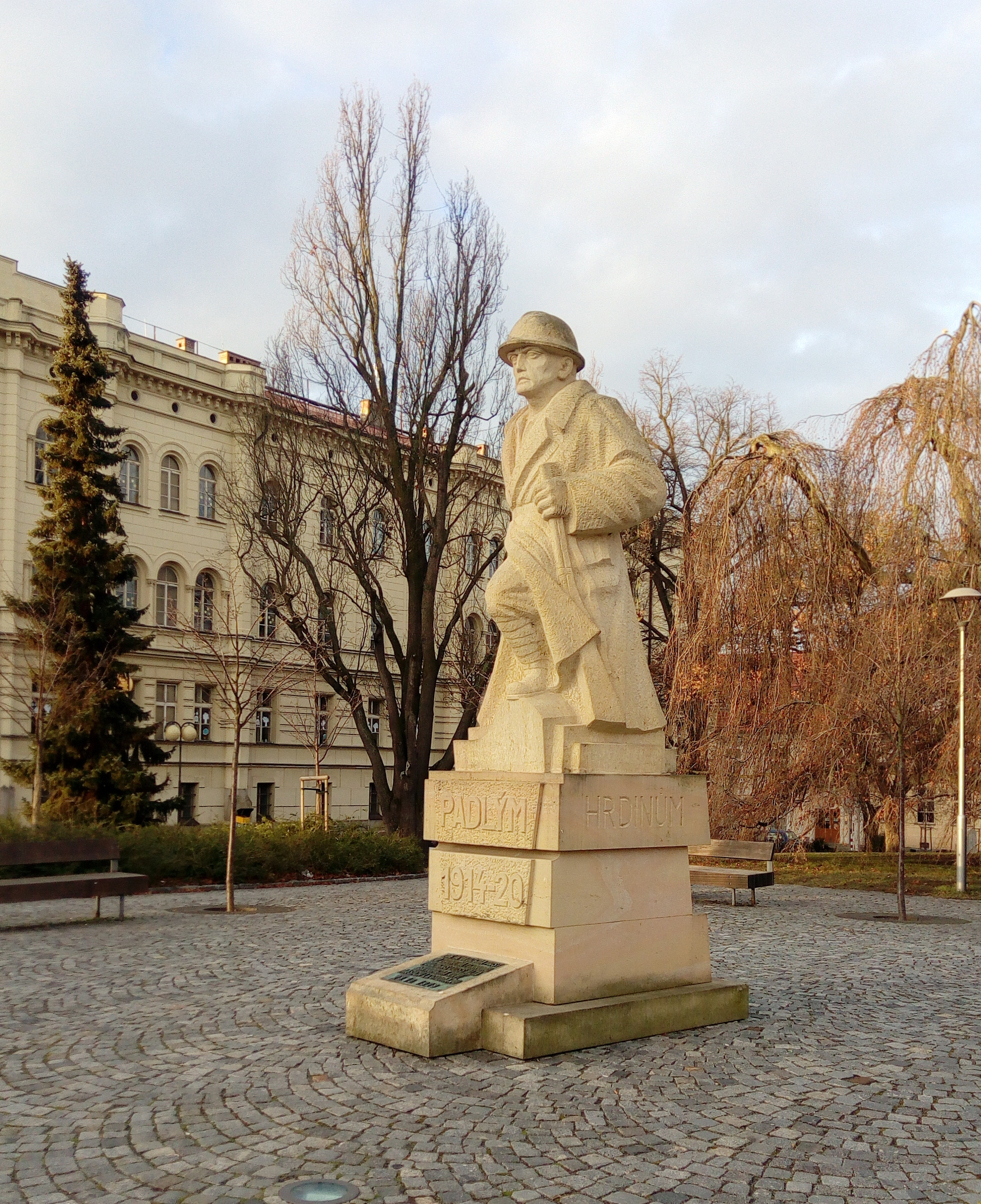
Pomník padlým hrdinům
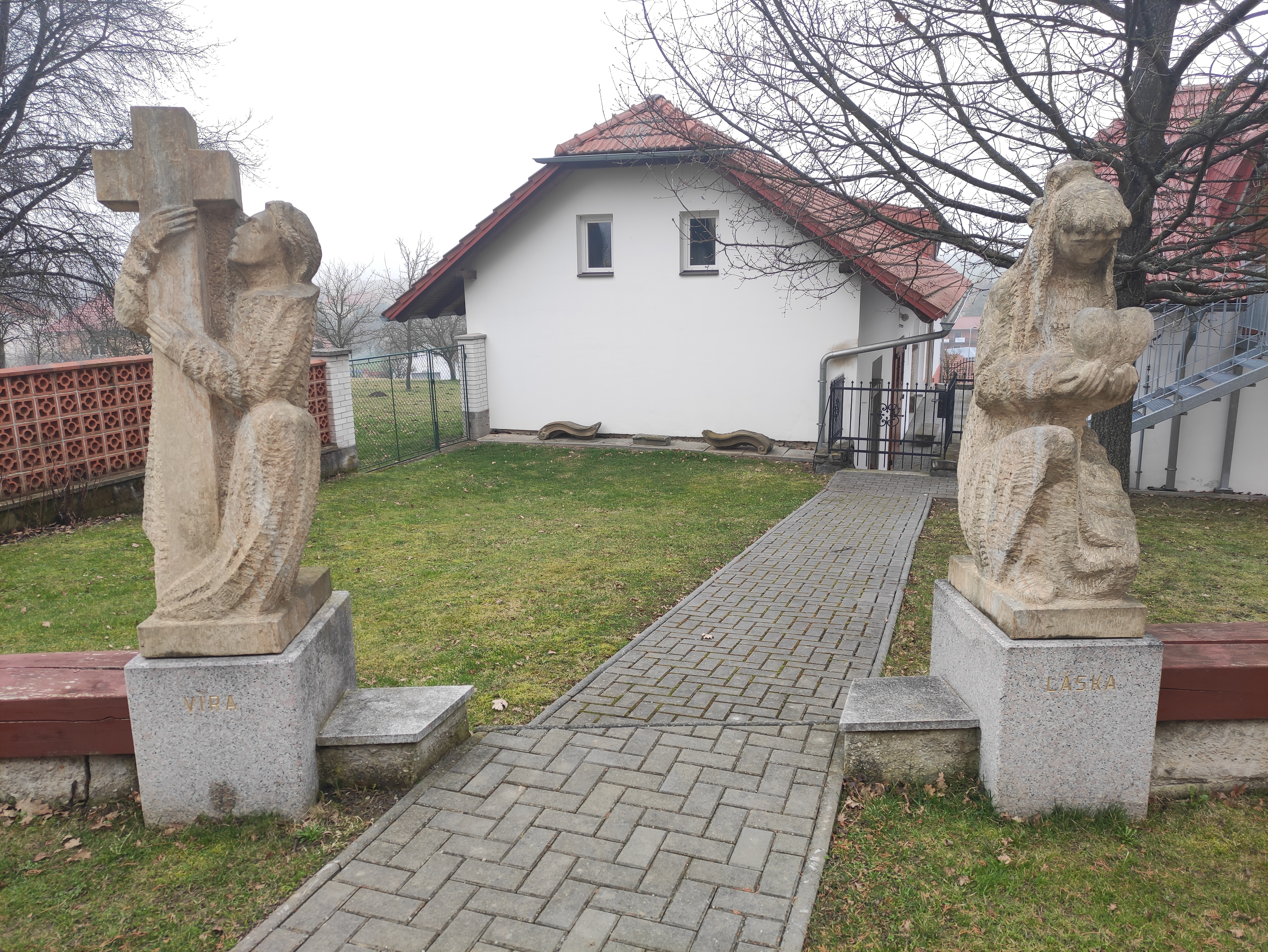
Sousoší Husovy pravdy
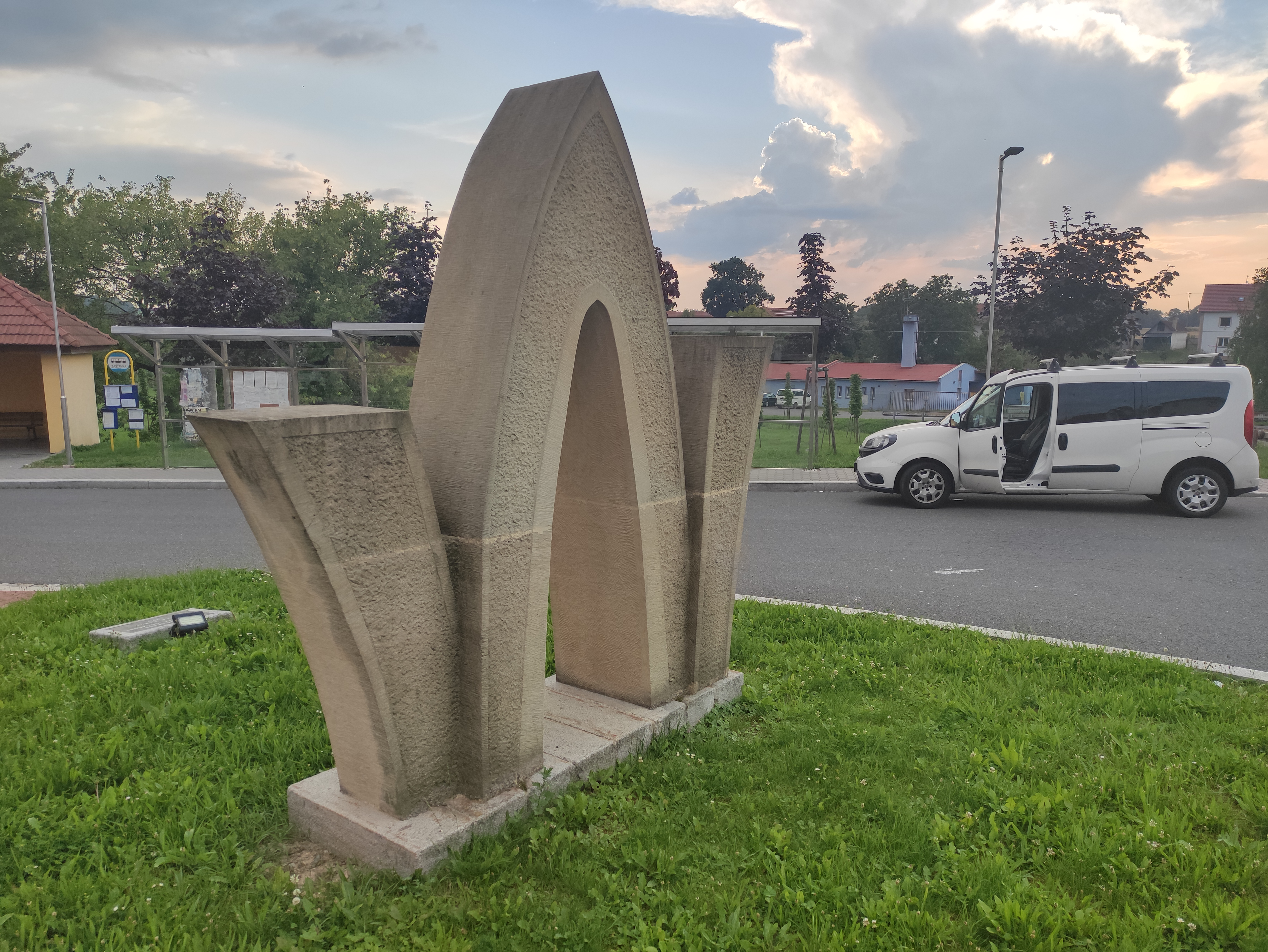
Železná brána Moravského Kravařska
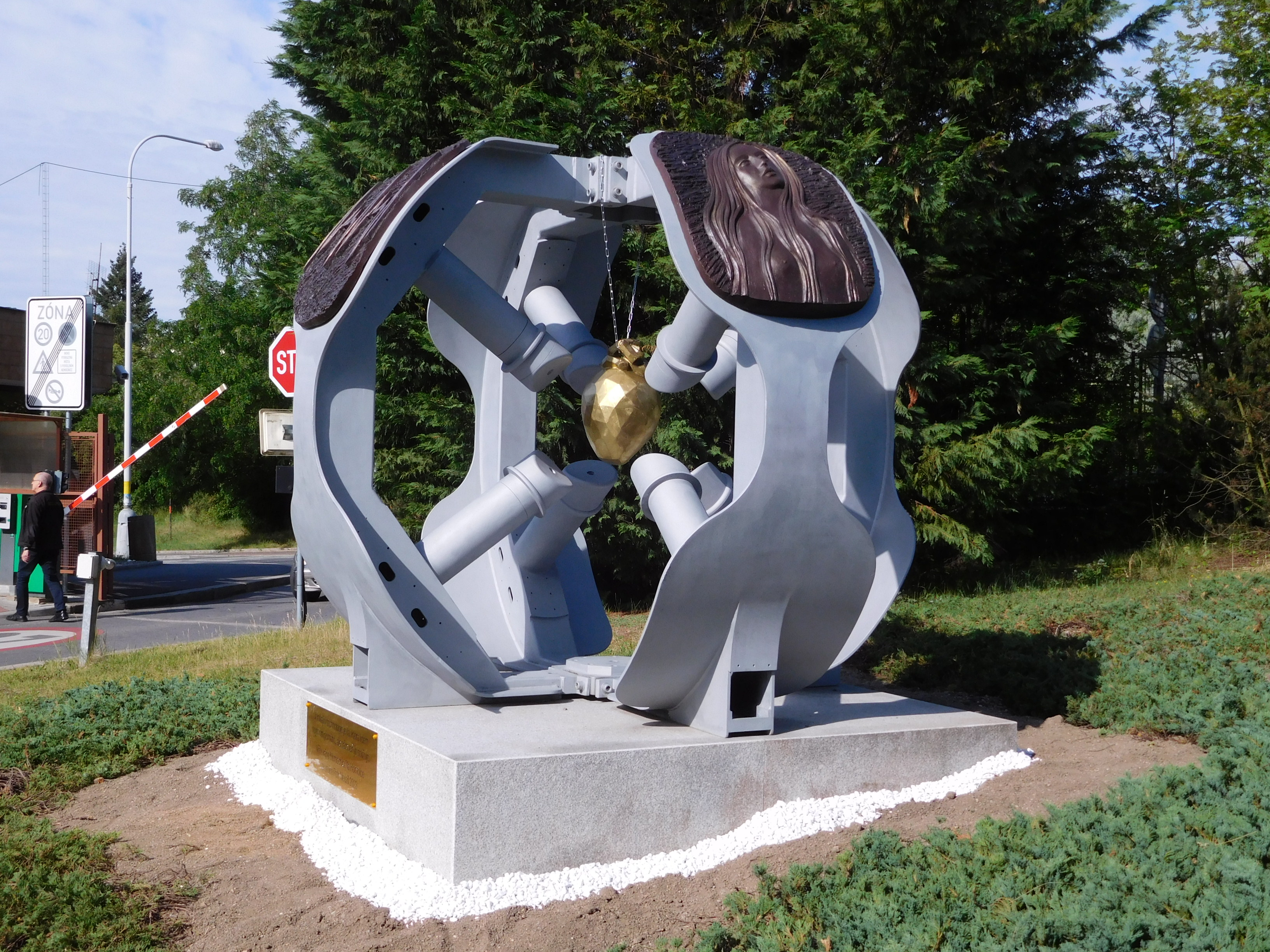
Plastika Motol